# Aldo Sessa
Aldo Sessa (n. Ciudad de Buenos Aires, 24 de octubre de 1939) es un fotógrafo y dibujante argentino. 

## Biografía
Creció en un hogar ligado a la fotografía dado que su abuelo materno fundó en 1928 los Laboratorios Cinematográficos ALEX. A los diez años, comenzó su carrera artística en el Taller De Ridder. Luego, se especializó en artes gráficas, diagramación, audio visualismo y fotografía. En 1952, participó en su primera muestra grupal 35 Niños Pintores, en la Galería Müller y en 1958, con apenas 18 años, comenzó sus colaboraciones fotográficas para la sección rotograbado del diario La Nación, a las que le siguieron otras en La Gaceta de Tucumán. 
En 1976, ilustró el libro de poemas Cosmogonías, de Jorge Luis Borges. En la presentación, Borges le dijo a Sessa que estaban unidos porque eran argentinos y, además, «por una misma vocación: el arte». Durante ese año, el gobierno argentino seleccionó su obra Antes del Principio para ser obsequiada a Estados Unidos con motivo del bicentenario de la Independencia de ese país. Esta obra se exhibe permanentemente en el Centro Espacial Lyndon Johnson de la NASA.
Fue el último fotógrafo en documentar Ejercicio Plástico: El Mural de Siqueiros del artista mexicano David Alfaro Siqueiros, en la quinta Los Granados en Don Torcuato, en 1990.[cita requerida] Un año más tarde, fue nombrado Miembro de Honor por la Federación Argentina de Fotografía y Académico de Número de la Academia Nacional de Bellas Artes. En 1994, inauguró la mega-exposición Los Argentinos, con 400 retratos de personalidades del país, la cual fue visitada por más de 250000 personas.
Entre sus principales reconocimientos, se halla la Mención de Honor Domingo Faustino Sarmiento otorgada por el Senado de la Nación en 2005 y el título de Ciudadano ilustre de la Ciudad de Buenos Aires otorgado por la Legislatura porteña en 2007. En 2018, expuso 700 fotografías en el Museo de Arte Moderno en conmemoración a sus sesenta años de trayectoria. Entre su vasto archivo de dos millones de fotos, tuvo la posibilidad de retratar a presidentes como Arturo Frondizi, Raúl Alfonsín, Carlos Menem y Mauricio Macri, a escritores como Manuel Mujica Láinez, Ray Bradbury y Ernesto Sabato, y a figuras del mundo del espectáculo como Sandro, Mercedes Sosa, Charly García, Enrique Cadícamo, Antonio Banderas, Amelia Bence e Irvin Kershner.
Sus más de cuarenta libros de fotografía abarcan temáticas que van desde el gaucho argentino hasta el Teatro Colón y la Ciudad de Buenos Aires. Tras haber participado en más de doscientas exposiciones, Sessa continúa utilizando principalmente el sistema analógico de fotografía, para el cual el digital le sirve de respaldo. El crítico Tomás Eloy Martínez, analizando su obra, escribió que Sessa «logra que sus fotografías detengan los pliegues del tiempo y descubran que el espacio está lleno de luces y de sombras inexploradas. En cada imagen de Sessa cabe todo el conocimiento. Sus fotografías son, a la vez, relato, música, viajes al interior de la realidad».